# Großer Preis von Belgien 1994
Der Große Preis von Belgien 1994 (offiziell LII Grand Prix de Belgique) fand am 28. August auf dem Circuit de Spa-Francorchamps in Spa statt und war das elfte Rennen der Formel-1-Weltmeisterschaft 1994.

## Berichte

### Hintergrund
Nach dem Großen Preis von Ungarn führte Michael Schumacher in der Fahrerwertung mit 31 Punkten vor Damon Hill und mit 49 Punkten vor Gerhard Berger. In der Konstrukteurswertung führte Benetton-Ford mit 29 Punkten vor Ferrari und mit 32 Punkten vor Williams-Renault.
Nachdem er beim vorherigen Rennen in Ungarn den gesperrten Mika Häkkinen bei McLaren vertreten hatte, kehrte Philippe Alliot für dieses Rennen zu seinem alten Larrousse-Team zurück und übernahm den Platz von Olivier Beretta. Für Alliot war es der letzte Einsatz bei einem Formel-1-Wochenende. In der Zwischenzeit ersetzte das finanziell angeschlagene Lotus-Team Alessandro Zanardi durch den lokalen Fahrer Philippe Adams, der dem Team erhebliche Mittel einbrachte.
Nach dem Tod von Roland Ratzenberger und Ayrton Senna in Imola zu Beginn der Saison wurde in Eau Rouge eine Schikane installiert, um die Autos zu verlangsamen.
Mit Hill und Schumacher (jeweils einmal) traten zwei ehemaliger Sieger zu diesem Grand Prix an. Michele Alboreto gewann zudem den Grand Prix einmal, als der Große Preis von Belgien in Zolder ausgetragen wurde.

### Qualifying
Das Qualifying am Freitag fand bei nassen, aber trockenen Bedingungen statt. Gegen Ende der Session wurden die Jordan-Autos auf Slick-Reifen geschickt, und Rubens Barrichello stellte sein Auto ordnungsgemäß auf die provisorische Pole, während sein Teamkollege Eddie Irvine Vierter wurde. Am Samstag fiel mehr Regen, die meisten Fahrer fuhren mehrere Sekunden langsamer als am Vortag und nur Christian Fittipaldi verbesserte seine Zeit. Damit holte Barrichello die erste Pole-Position seiner Karriere und die erste für Jordan. Mit 22 Jahren und 98 Tagen wurde Barrichello bis zu diesem Zeitpunkt der jüngste F1-Polesetter aller Zeiten und übertraf damit den Rekord, den Andrea de Cesaris 1982 beim Grand Prix West der Vereinigten Staaten aufgestellt hatte.
Dahinter sicherte sich Schumacher Platz zwei vor Hill. Beide Pacific-Ilmor scheiterten wieder an der Qualifikation.

### Rennen
Bei trockenen Bedingungen führte Barrichello vor Schumacher und einem schnell startenden Alesi. Schumacher überholte Barrichello in Les Combes, und Alesi folgte bald darauf, jedoch fiel sein Motor in Runde 3 aus. Während die Jordan darum kämpften, ihre Spitzenposition gegen schnellere Autos zu halten, rückte Hill vor Coulthard und Häkkinen auf den zweiten Platz vor. Auch Berger im verbliebenen Ferrari schied in Runde 12 wegen eines Motorschadens aus. Adams, der seinen ersten Grand-Prix-Auftritt auf seiner Heimstrecke absolvierte, rutschte kurz darauf in der 17. Runde ins Kiesbett.
Coulthard überholte seinen Teamkollegen Hill während der ersten Runde der Boxenstopps, während Barrichello vor seinem Stopp wieder auf den zweiten Platz vorrückte. In Runde 19 drehte sich Schumacher, behielt aber die Führung. In der folgenden Runde drehte sich Barrichello in Pouhon, krachte gegen die Armco-Barriere und schied aus, da die die Aufhängung seines Jordan 194 beschädigt worden war. Martin Brundle rückte im zweiten McLaren auf den fünften Platz vor, bevor er selbst in der 25. Runde rausrutschte und wie Barrichello ausschied.
Als Schumacher und Hill in Runde 28 ihre zweiten Boxenstopps einlegten, führte Coulthard zum ersten Mal in seiner Formel-1-Karriere ein Rennen an. Nach seinem zweiten Stopp blieb er vor Hill, bis das Williams-Team ihn in Runde 37 aufrief, um seinen Heckflügel zu überprüfen. Dann bekam er Getriebeprobleme und wurde von Häkkinen, Jos Verstappen und Mark Blundell überholt. In Runde 40 traf Coulthard das Heck von Blundells Auto, als er durch La Source fuhr. Beide konnten weiterfahren, Coulthard entschuldigte sich anschließend bei Blundell. Irvine schied aufgrund eines Generatorschadens drei Runden vor Schluss endgültig aus und wurde als 14. gewertet, so dass bis zum Ziel noch 13 Fahrer im Rennen waren.
Obwohl Hill in Runde 41 die schnellste Runde des Rennens fuhr, überquerte Schumacher die Ziellinie mit etwa 13 Sekunden Vorsprung als Erster vor Hill, Häkkinen lag weitere 51 Sekunden zurück und Verstappen, Coulthard und Blundell komplettierten die Top Sechs.
Kurz nach dem Rennen wurde übermäßiger Verschleiß am hölzernen Unterfahrschutz an der Unterseite von Schumachers Auto festgestellt. Der Unterfahrschutz war eine zwingende Voraussetzung für alle Autos und bereits zwei Rennen zuvor in Deutschland eingeführt worden, um die Fahrhöhe zu erhöhen und den Bodeneffekt zu verringern. Eine Abnutzung des Kufenblocks von bis zu 1 mm war zulässig; ein größerer Wert würde die Fahrhöhe zu niedrig machen und zu einem unzulässigen aerodynamischen Vorteil führen. Das Benetton-Team behauptete, der übermäßige Verschleiß sei auf Schumachers Dreher in Runde 19 zurückzuführen, doch die Sportkommissare wiesen die Behauptung aufgrund des Verschleißmusters zurück. Schumacher wurde somit disqualifiziert und Hill erbte den Sieg, wobei Häkkinen Zweiter, Verstappen Dritter, Coulthard Vierter, Blundell Fünfter und Gianni Morbidelli Sechster im Footwork wurden.
In der Fahrerwertung blieben die ersten drei Positionen unverändert. Schumachers Vorsprung betrug nach der Disqualifikation allerdings nur noch 21 Punkte auf Hill. In der Konstrukteurswertung blieb Benetton-Ford in Führung, dahinter überholte Williams-Renault Ferrari für den zweiten Platz.

## Meldeliste
| Team                      | Nr. | Fahrer                | Chassis        | Motor                 | Reifen |
| ------------------------- | --- | --------------------- | -------------- | --------------------- | ------ |
| Rothmans Williams Renault | 0   | Damon Hill            | Williams FW16  | Renault 3.5 V10       | G      |
| Rothmans Williams Renault | 02  | David Coulthard       | Williams FW16  | Renault 3.5 V10       | G      |
| Tyrrell                   | 03  | Ukyō Katayama         | Tyrrell 022    | Yamaha 3.5 V10        | G      |
| Tyrrell                   | 04  | Mark Blundell         | Tyrrell 022    | Yamaha 3.5 V10        | G      |
| Mild Seven Benetton Ford  | 05  | Michael Schumacher    | Benetton B194  | Ford Zetec-R 3.5 V8   | G      |
| Mild Seven Benetton Ford  | 06  | Jos Verstappen        | Benetton B194  | Ford Zetec-R 3.5 V8   | G      |
| Marlboro McLaren Peugeot  | 07  | Mika Häkkinen         | McLaren MP4/9  | Peugeot 3.5 V10       | G      |
| Marlboro McLaren Peugeot  | 08  | Martin Brundle        | McLaren MP4/9  | Peugeot 3.5 V10       | G      |
| Footwork Ford             | 09  | Christian Fittipaldi  | Footwork FA15  | Ford HB 3.5 V8        | G      |
| Footwork Ford             | 10  | Gianni Morbidelli     | Footwork FA15  | Ford HB 3.5 V8        | G      |
| Team Lotus                | 11  | Philippe Adams        | Lotus 107C     | Mugen-Honda 3.5 V10   | G      |
| Team Lotus                | 12  | Johnny Herbert        | Lotus 107C     | Mugen-Honda 3.5 V10   | G      |
| Sasol Jordan              | 14  | Rubens Barrichello    | Jordan 194     | Hart 3.5 V10          | G      |
| Sasol Jordan              | 15  | Eddie Irvine          | Jordan 194     | Hart 3.5 V10          | G      |
| Tourtel Larrousse F1      | 19  | Philippe Alliot       | Larrousse LH94 | Ford HB 3.5 V8        | G      |
| Tourtel Larrousse F1      | 20  | Érik Comas            | Larrousse LH94 | Ford HB 3.5 V8        | G      |
| Minardi Scuderia Italia   | 23  | Pierluigi Martini     | Minardi M193B  | Ford HB 3.5 V8        | G      |
| Minardi Scuderia Italia   | 24  | Michele Alboreto      | Minardi M193B  | Ford HB 3.5 V8        | G      |
| Ligier Gitanes Blondes    | 25  | Éric Bernard          | Ligier JS39B   | Renault 3.5 V10       | G      |
| Ligier Gitanes Blondes    | 26  | Olivier Panis         | Ligier JS39B   | Renault 3.5 V10       | G      |
| Scuderia Ferrari SpA      | 27  | Jean Alesi            | Ferrari 412T1  | Ferrari 3.5 V12       | G      |
| Scuderia Ferrari SpA      | 28  | Gerhard Berger        | Ferrari 412T1  | Ferrari 3.5 V12       | G      |
| Broker Sauber Mercedes    | 29  | Andrea de Cesaris     | Sauber C13     | Mercedes-Benz 3.5 V10 | G      |
| Broker Sauber Mercedes    | 30  | Heinz-Harald Frentzen | Sauber C13     | Mercedes-Benz 3.5 V10 | G      |
| MTV Simtek Ford           | 31  | David Brabham         | Simtek S941    | Ford HB 3.5 V8        | G      |
| MTV Simtek Ford           | 32  | Jean-Marc Gounon      | Simtek S941    | Ford HB 3.5 V8        | G      |
| Pacific Grand Prix Ltd    | 33  | Paul Belmondo         | Pacific PR01   | Ilmor 3.5 V10         | G      |
| Pacific Grand Prix Ltd    | 34  | Bertrand Gachot       | Pacific PR01   | Ilmor 3.5 V10         | G      |

### Qualifying
| Pos. | Fahrer                | Konstrukteur      | Q1        | Q2         | Start |
| ---- | --------------------- | ----------------- | --------- | ---------- | ----- |
| 01   | Rubens Barrichello    | Jordan-Hart       | 2:21,163  | keine Zeit | 01    |
| 02   | Michael Schumacher    | Benetton-Ford     | 2:21,494  | 2:25,501   | 02    |
| 03   | Damon Hill            | Williams-Renault  | 2:21,681  | 2:25,570   | 03    |
| 04   | Eddie Irvine          | Jordan-Hart       | 2:22,074  | keine Zeit | 04    |
| 05   | Jean Alesi            | Ferrari           | 2:22,202  | 2:25,099   | 05    |
| 06   | Jos Verstappen        | Benetton-Ford     | 2:22,218  | 2:28,576   | 06    |
| 07   | David Coulthard       | Williams-Renault  | 2:22,359  | 2:27,180   | 07    |
| 08   | Mika Häkkinen         | McLaren-Peugeot   | 2:22,441  | 2:28,997   | 08    |
| 09   | Heinz-Harald Frentzen | Sauber-Mercedes   | 2:22,634  | 2:28,026   | 09    |
| 10   | Pierluigi Martini     | Minardi-Ford      | 2:23,326  | 2:30,896   | 10    |
| 11   | Gerhard Berger        | Ferrari           | 2:23,895  | 2:29,391   | 11    |
| 12   | Mark Blundell         | Tyrrell-Yamaha    | 2:24,048  | 2:28,164   | 12    |
| 13   | Martin Brundle        | McLaren-Peugeot   | 2:24,117  | 2:28,428   | 13    |
| 14   | Gianni Morbidelli     | Footwork-Ford     | 2:25,114  | 2:31,403   | 14    |
| 15   | Andrea de Cesaris     | Sauber-Mercedes   | 2:25,695  | 2:30,475   | 15    |
| 16   | Éric Bernard          | Ligier-Renault    | 2:26,044  | 2:31,025   | 16    |
| 17   | Olivier Panis         | Ligier-Renault    | 2:26,079  | 2:31,501   | 17    |
| 18   | Michele Alboreto      | Minardi-Ford      | 2:26,738  | 2:32,286   | 18    |
| 19   | Philippe Alliot       | Larrousse-Ford    | 2:26,901  | 2:31,350   | 19    |
| 20   | Johnny Herbert        | Lotus-Mugen-Honda | 2:27,155  | 2:32,610   | 20    |
| 21   | David Brabham         | Simtek-Ford       | 2:27,212  | 2:41,593   | 21    |
| 22   | Érik Comas            | Larrousse-Ford    | 2:28,156  | 2:30,254   | 22    |
| 23   | Ukyō Katayama         | Tyrrell-Yamaha    | 2:28,979  | 2:29,925   | 23    |
| 24   | Christian Fittipaldi  | Footwork-Ford     | 16:56,162 | 2:30,931   | 24    |
| 25   | Jean-Marc Gounon      | Simtek-Ford       | 2:31,755  | 2:34,733   | 25    |
| 26   | Philippe Adams        | Lotus-Mugen-Honda | 2:33,885  | 2:34,733   | 26    |
| DNQ  | Bertrand Gachot       | Pacific-Ilmor     | 2:34,582  | 2:34,951   | –     |
| DNQ  | Paul Belmondo         | Pacific-Ilmor     | 2:35,729  | keine Zeit | –     |

## Rennen
| Pos. | Fahrer                | Konstrukteur      | Runden | Stopps | Zeit        | Start | Schnellste Runde |
| ---- | --------------------- | ----------------- | ------ | ------ | ----------- | ----- | ---------------- |
| 01   | Damon Hill            | Williams-Renault  | 44     | 2      | 1:28:47,170 | 03    | 1:57,117 (41.)   |
| 02   | Mika Häkkinen         | McLaren-Peugeot   | 44     | 2      | + 51,381    | 08    | 1:59,359 (10.)   |
| 03   | Jos Verstappen        | Benetton-Ford     | 44     | 2      | + 1:10,453  | 06    | 1:59,001 (24.)   |
| 04   | David Coulthard       | Williams-Renault  | 44     | 3      | + 1:45,787  | 07    | 1:57,793 (36.)   |
| 05   | Mark Blundell         | Tyrrell-Yamaha    | 43     | 2      | + 1 Runde   | 12    | 1:59,031 (38.)   |
| 06   | Gianni Morbidelli     | Footwork-Ford     | 43     | 1      | + 1 Runde   | 14    | 2:01,295 (39.)   |
| 07   | Olivier Panis         | Ligier-Renault    | 43     | 2      | + 1 Runde   | 17    | 1:59,502 (30.)   |
| 08   | Pierluigi Martini     | Minardi-Ford      | 43     | 2      | + 1 Runde   | 10    | 2:02,298 (24.)   |
| 09   | Michele Alboreto      | Minardi-Ford      | 43     | 2      | + 1 Runde   | 18    | 2:01,209 (33.)   |
| 10   | Éric Bernard          | Ligier-Renault    | 42     | 2      | + 2 Runden  | 16    | 2:02,665 (31.)   |
| 11   | Jean-Marc Gounon      | Simtek-Ford       | 42     | 1      | + 2 Runden  | 25    | 2:04,732 (24.)   |
| 12   | Johnny Herbert        | Lotus-Mugen-Honda | 41     | 3      | + 3 Runden  | 20    | 2:00,605 (17.)   |
| 13   | Eddie Irvine          | Jordan-Hart       | 40     | 2      | DNF         | 04    | 2:00,353 (29.)   |
| –    | Christian Fittipaldi  | Footwork-Ford     | 33     | 2      | DNF         | 24    | 2:01,653 (27.)   |
| –    | David Brabham         | Simtek-Ford       | 29     | 2      | DNF         | 21    | 2:06,145 (10.)   |
| –    | Andrea de Cesaris     | Sauber-Mercedes   | 27     | 1      | DNF         | 15    | 2:03,501 (19.)   |
| –    | Martin Brundle        | McLaren-Peugeot   | 24     | 1      | DNF         | 13    | 1:58,839 (24.)   |
| –    | Rubens Barrichello    | Jordan-Hart       | 19     | 1      | DNF         | 01    | 1:59,527 (15.)   |
| –    | Ukyō Katayama         | Tyrrell-Yamaha    | 18     | 1      | DNF         | 23    | 2:00,531 (12.)   |
| –    | Philippe Adams        | Lotus-Mugen-Honda | 15     | 0      | DNF         | 26    | 2:06,759 (15.)   |
| –    | Gerhard Berger        | Ferrari           | 11     | 0      | DNF         | 11    | 2:00,372 (11.)   |
| –    | Philippe Alliot       | Larrousse-Ford    | 11     | 0      | DNF         | 19    | 2:06,157 (10.)   |
| –    | Heinz-Harald Frentzen | Sauber-Mercedes   | 10     | 0      | DNF         | 09    | 2:00,068 (10.)   |
| –    | Érik Comas            | Larrousse-Ford    | 3      | 0      | DNF         | 22    | 2:07,153 (03.)   |
| –    | Jean Alesi            | Ferrari           | 2      | 0      | DNF         | 05    | 2:02,587 (02.)   |
| DSQ  | Michael Schumacher    | Benetton-Ford     | 44     | 2      | –           | 02    | 1:57,198 (37.)   |

## WM-Stände nach dem Rennen
Die ersten sechs Fahrer jedes Rennens bekamen 10, 6, 4, 3, 2 bzw. 1 Punkt(e).

### Fahrerwertung
| Pos. | Fahrer                | Konstrukteur                  | Punkte |
| ---- | --------------------- | ----------------------------- | ------ |
| 01   | Michael Schumacher    | Benetton-Ford                 | 76     |
| 02   | Damon Hill            | Williams-Renault              | 55     |
| 03   | Gerhard Berger        | Ferrari                       | 27     |
| 04   | Jean Alesi            | Ferrari                       | 19     |
| 05   | Mika Häkkinen         | McLaren-Peugeot               | 14     |
| 06   | Rubens Barrichello    | Jordan-Hart                   | 10     |
| 07   | Martin Brundle        | McLaren-Peugeot               | 9      |
| 08   | Jos Verstappen        | Benetton-Ford                 | 8      |
| 09   | Mark Blundell         | Tyrrell-Yamaha                | 8      |
| 10   | David Coulthard       | Williams-Renault              | 7      |
| 11   | Olivier Panis         | Ligier-Renault                | 7      |
| 12   | Nicola Larini         | Ferrari                       | 6      |
| 13   | Christian Fittipaldi  | Footwork-Ford                 | 6      |
| 14   | Heinz-Harald Frentzen | Sauber-Mercedes               | 5      |
| 15   | Ukyō Katayama         | Tyrrell-Yamaha                | 5      |
| 16   | Éric Bernard          | Ligier-Renault                | 4      |
| 17   | Karl Wendlinger       | Sauber-Mercedes               | 4      |
| 18   | Andrea de Cesaris     | Jordan-Hart / Sauber-Mercedes | 4      |
| 19   | Pierluigi Martini     | Minardi-Ford                  | 4      |

| Pos. | Fahrer              | Konstrukteur                     | Punkte |
| ---- | ------------------- | -------------------------------- | ------ |
| 20   | Gianni Morbidelli   | Footwork-Ford                    | 3      |
| 21   | Érik Comas          | Larrousse-Ford                   | 2      |
| 22   | Michele Alboreto    | Minardi-Ford                     | 1      |
| 23   | Eddie Irvine        | Jordan-Hart                      | 1      |
| 24   | JJ Lehto            | Benetton-Ford                    | 1      |
| 25   | Johnny Herbert      | Lotus-Mugen-Honda                | 0      |
| 26   | Olivier Beretta     | Larrousse-Ford                   | 0      |
| 27   | Pedro Lamy          | Lotus-Mugen-Honda                | 0      |
| 28   | David Brabham       | Simtek-Ford                      | 0      |
| 29   | Alessandro Zanardi  | Lotus-Mugen-Honda                | 0      |
| 30   | Jean-Marc Gounon    | Simtek-Ford                      | 0      |
| 31   | Roland Ratzenberger | Simtek-Ford                      | 0      |
| –    | Bertrand Gachot     | Pacific-Ilmor                    | 0      |
| –    | Ayrton Senna        | Williams-Renault                 | 0      |
| –    | Paul Belmondo       | Pacific-Ilmor                    | 0      |
| –    | Aguri Suzuki        | Jordan-Hart                      | 0      |
| –    | Nigel Mansell       | Williams-Renault                 | 0      |
| –    | Philippe Alliot     | McLaren-Peugeot / Larrousse-Ford | 0      |
| –    | Philippe Adams      | Lotus-Mugen-Honda                | 0      |

### Konstrukteurswertung
| Pos. | Konstrukteur     | Punkte |
| ---- | ---------------- | ------ |
| 01   | Benetton-Ford    | 85     |
| 02   | Williams-Renault | 62     |
| 03   | Ferrari          | 52     |
| 04   | McLaren-Peugeot  | 23     |
| 05   | Jordan-Hart      | 14     |
| 06   | Tyrrell-Yamaha   | 13     |
| 07   | Ligier-Renault   | 11     |

| Pos. | Konstrukteur      | Punkte |
| ---- | ----------------- | ------ |
| 08   | Sauber-Mercedes   | 10     |
| 09   | Footwork-Ford     | 9      |
| 10   | Minardi-Ford      | 5      |
| 11   | Larrousse-Ford    | 2      |
| 12   | Lotus-Mugen-Honda | 0      |
| 13   | Simtek-Ford       | 0      |
| –    | Pacific-Ilmor     | 0      |